# 河内長野看護専門学校
河内長野看護専門学校（かわちながのかんごせんもんがっこう）は、かつて大阪府河内長野市菊水町にあった私立専修学校。専門課程（3年制）と高等課程（2年制）を併設し、看護師の養成を行っていたが、専門課程は2010年度、高等課程は2009年度以降の募集を停止し、2012年3月をもって閉校した。

## 学科
- 専門課程 - 看護学科
- 高等課程 - 准看護学科

## 沿革
- 1958年 - 河南准看護学院として開校
- 1977年 - 専修学校となる。現校名に変更。
- 2012年3月 - 在校生の卒業に伴い閉校。

## 交通
- 近鉄長野線・南海高野線 河内長野駅